# Edward Hargraves
Pour les articles homonymes, voir Hargraves.
Edward Hammond Hargraves (7 octobre 1816 à Gosport, Hampshire en Angleterre - 29 octobre 1891 en Australie) est un aventurier anglais connu pour avoir découvert un filon d'or en Australie.

## Biographie
Né à Gosport, Hampshire en Angleterre, troisième fils du lieutenant John Edward Hargraves et sa femme Elizabeth, il partit pour les États-Unis lors de la ruée vers l'or en Californie mais n'y eut guère de succès.
Il s'est ensuite rendu en Nouvelle-Galles du Sud en Australie, car il était frappé de la similitude entre les roches des deux régions. Il découvre dans le bassin de la rivière Macquarie des traces d'or. Il rencontra le gouverneur de la colonie une pépite à la main et lui demanda douze mille cinq cents francs pour montrer l'endroit où il affirme avoir trouvé le 12 février 1851 de l'or près de Bathurst, accompagné dans son expédition par John Hardman Lister et James Tom. Le gouverneur marchanda mais le mineur tint bon.
Cependant des officiers anglais, excités par l'appât du gain partirent pour l'intérieur des terres. Hargraves désigna alors la place où il avait trouvé l'or, dans les montagnes près de Bathurst, à soixante-dix lieues à l'ouest de Sydney, le 9 mai 1851. Il accepte alors de donner l'information en échange de 10 000 livres sterling et à la tête d'une compagnie de mineurs, se fit nommer « commissaire des Domaines de l'État ».
L'endroit de sa découverte prit le nom d'« Ophir », en référence biblique aux mines du roi Salomon. Quelques jours après, il y avait plus de mille mineurs sur les lieux.
Il a écrit un livre titré Australia and its goldfields: a historical sketch of the Australian colonies from the earliest times to the present day with a particular account of the recent gold discoveries., publié en 1855. En 1856 Hargraves acheta une terre de 640 acres à Budgewoi pour fonder la cité de Noraville (en) où il devient ami avec des aborigènes de la tribu des Wollombi. En 1877 le gouvernement lui donna une pension de 250 livres sterling par an, qu'il perçut jusqu'à sa mort.
Peu avant son décès, en 1891 à Sydney, une seconde enquête démontra que son gisement avait en fait été découvert par John Lister et James Tom.